# Station Stare Kurowo
Station Stare Kurowo is een spoorwegstation in de Poolse plaats Stare Kurowo.